# جان گریب
جان گریب (انگلیسی: John Grieb; ۱۳ ژانویهٔ ۱۸۷۹ – ۱۰ دسامبر ۱۹۳۹) ژیمناست هنری و ورزشکار ده‌گانه اهل ایالات متحده آمریکا بود.